# Огражден (село)
Вижте пояснителната страница за други значения на Огражден.
Огражден е село в Североизточна България. То се намира в община Генерал-Тошево, област Добрич.

## История
През 2000 г. местен овчар се натъква на фрагментирана мраморна статуя на Юпитер Долихен между две суходолия в южната периферия на поселение от римския период.
През османския период селото се нарича Хасърлък.

## Население
Преброяване на населението през 2011 г.
Численост и дял на етническите групи според преброяването на населението през 2011 г.:
|                     | Численост | Дял (в %) |
| Общо                | 4         | 100,00    |
| Българи             | 4         | 100,00    |
| Турци               | 0         | 0,00      |
| Цигани              | 0         | 0,00      |
| Други               | 0         | 0,00      |
| Не се самоопределят | 0         | 0,00      |
| Неотговорили        | 0         | 0,00      |